# Аралагаш
Аралагаш (каз. Аралағаш) — село в Районе им. Магжана Жумабаева Северо-Казахстанской области Казахстана. Административный центр Аралагашского сельского округа. Код КАТО — 595833100.
В 5 км к востоку от села находится озеро Бозарал. В 4 км к северу от села находится озеро Теренколь.

## Население
В 1999 году численность населения села составляла 740 человек (380 мужчин и 360 женщин). По данным переписи 2009 года, в селе проживало 465 человек (239 мужчин и 226 женщин).